# Joanne Liu
Pour les articles homonymes, voir Liu.
Joanne Liu (chinois traditionnel : 廖滿嫦) est une femme médecin québécoise née à Québec le 4 novembre 1965. Elle a été présidente de l'organisme Médecins sans frontières (MSF) de juin 2013 à septembre 2019.
Joanne Liu est pédiatre à l'hôpital Ste-Justine de Montréal depuis 2000 et au Centre hospitalier de l'Université de Montréal. Elle est également professeur associé à l'Université de Montréal.
Elle fait partie du Time 100 de 2015.

## Jeunesse et formation
La famille de Joanne Liu, qui est originaire de Taishan (Guangdong), en Chine continentale, tient à Québec un restaurant chinois (en).
À l'âge de 13 ans, Liu est marquée par la lecture de Et la Paix dans le monde docteur, un ouvrage sur les expériences d'un médecin au sein de Médecins sans frontières (MSF) lors de l'invasion soviétique de l'Afghanistan. C'est à partir de ce moment qu'elle rêve de travailler pour l'organisation Médecins Sans Frontières.
Lors de ses études, elle effectue un voyage au Mali avec Carrefour International. Elle obtient un diplôme de la Faculté de médecine de l'Université McGill et complète une spécialisation en pédiatrie au Centre hospitalier universitaire Sainte-Justine, puis en urgence pédiatrique au Bellevue Hospital de la New York University School of Medicine. Elle obtient ensuite un International Master's in Health Leadership de la faculté de management Desautels (en) de l'université McGill.

## Carrière
Joanne Liu rejoint MSF en 1996 lors d'une intervention en Mauritanie. Elle est ensuite membre des équipes médicales de MSF, notamment lors du séisme et tsunami de 2004 dans l'océan Indien, de l'épidémie de choléra en Haïti et au Kenya lors des secours aux réfugiés somaliens. Elle travaille dans plusieurs zones de conflits situées dans des régions telles que la Palestine, la République centrafricaine et le Darfour.
De 1999 à 2002, elle a été gestionnaire de projets au bureau de MSF à Paris. Elle devient présidente du conseil d'administration de MSF Canada, poste qu'elle occupe de 2003 à 2009. En Afghanistan le 7 octobre 2015, à la suite du bombardement par les troupes américaines  de l'hôpital de traumatologie de Kunduz géré par MSF, Joanne  Liu requiert une enquête indépendante. 
Le docteur Liu a été reçu le 1er mai 2016 à l'émission de variétés québécoises Tout le monde en parle où elle a dénoncé les bombardements d’hôpitaux en  Syrie et ailleurs au Moyen-Orient. Elle a livré un discours le 3 mai 2016 en lien avec le vote de la résolution sur les soins de santé dans les conflits armés devant le Conseil de Sécurité des Nations unies.

## Distinctions
- Médaille d'honneur de l'Assemblée nationale, 2018[11]